# Mässingmossor
Mässingmossor (Loeskypnum) är ett släkte av bladmossor som beskrevs av H.K.G.Paul. Enligt Catalogue of Life ingår Mässingmossor i familjen Amblystegiaceae, men enligt Dyntaxa är tillhörigheten istället familjen Calliergonaceae.
Kladogram enligt Catalogue of Life och Dyntaxa:
| Mässingmossor | \| \| mässingmossa \| \| \| \| \| \| rak mässingmossa \| \| \| \| |
|               | \| \| mässingmossa \| \| \| \| \| \| rak mässingmossa \| \| \| \| |
|               | mässingmossa                                                      |
|               |                                                                   |
|               | rak mässingmossa                                                  |
|               |                                                                   |